# Lois Schiferl
Lois Schiferl (Alois Leander Schiferl, * 20. November 1906 in Hadres, Niederösterreich; † 22. Juni 1979 in Haugsdorf) war ein österreichischer Lehrer und Mundartdichter.

## Werke
- Sprich auch Du!, Gedichte, Stehlicek u. Pühringer, Wien 1950.
- Vom Pirolruf zum Barbarazweig, Österr. Agrarverlag, Wien 1972, ISBN 3-7040-0398-0.
- Das andere Weinviertel: erlebte Landschaft,  Österreichische Verlagsanstalt, Wien 1973.
- Der Landschulmeister, Österreichische Verlagsanstalt, Wien 1977, ISBN 3-85202-031-X.
- Hans Kudlich: der Bauernbefreier. Ein Festspiel, NÖ. Joseph-Mission-Bund (Hrsg.), Mühlbach am Manhartsberg 1983.
- Gesammelte Werke, 1. Band: Autobiographische Schriften; 2. Band: Prosa; 3. Band: Lyrik und vermischte Schriften. Edition Weinviertel Gösing 2006, ISBN 978-3-901616-86-0.[1]